# Конрад I фон Бикенбах
Конрад I фон Бикенбах(на немски: Konrad I von Bickenbach; Conrad I von Bickenbach; * пр. 1130; † сл. 1133/ сл. 1137) от род Хенеберг, е господар на Бикенбах.

## Биография
Той е син на граф Готвалд II фон Хенеберг († 1143) и съпругата му Лиутгард фон Хоенберг († 1145), дъщеря на граф Бертхолд I фон Хоенберг „Стари" († 1110) и Лиутгард фон Брайзгау († 1110). Брат е на Гебхард фон Хенеберг († 1159), епископ на Вюрцбург, Попо IV (II) († 1155/1156), граф на Хенеберг и бургграф на Вюрцбург, Гюнтер фон Хенеберг († 1161), епископ на Шпайер, Бертхолд I († 1159) и Хилдегард († 1143/1144?), омъжена за граф Хайнрих II фон Катценелнбоген († ок. 1160).
В един документ от 29 ноември 1130 г. на архиепископ Адалберт фон Майнц се съобщава за освещаването от епископа на Страсбург на една капела, основана от Конрад фон Бикенбах в замък Бикенбах. Присъстват множество знатни личности.

## Фамилия
Конрад I фон Бикенбах се жени за Майнлиндис фон Катценелнбоген († сл. 1156), полусестра на Филип фон Катценелнбоген, епископ на Оснабрюк (1141 – 1173), дъщеря на Хайнрих I фон Катценелнбоген († ок. 1102) и Лукарда (Луитгард) фон Хаймбах-Хенгебах († сл. 1102). Те имат децата:
- Хайнрих фон Бикенбах († сл. 1151), господар на Бикенбах, женен за София фон Бухен († ок. 1193)
- Луитгардис (Лукард) фон Бикенбах († сл. 1151), омъжена за Конрад II фон Хаген-Арнсбург († пр. 1166)